# Watigny
Watigny je francouzská obec v departementu Aisne v regionu Hauts-de-France. V roce 2011 zde žilo 372 obyvatel. Území obce sousedí s Belgií.

## Sousední obce
Any-Martin-Rieux, Leuze, Martigny, Momignies (Belgie), Saint-Michel, La Neuville-aux-Joûtes (Ardensko), Signy-le-Petit (Ardensko)

## Vývoj počtu obyvatel
Počet obyvatel 